# Juan Herrera Méndez
Juan Antonio Herrera Méndez (Santiago, Chile, 8 de abril de 1991) es un futbolista chileno. Juega de mediocampista.

## Clubes
| Club                 | País      | Año       |
| -------------------- | --------- | --------- |
| Audax Italiano       | Chile     | 2009-2010 |
| Sportivo Las Parejas | Argentina | 2010      |
| Iberia               | Chile     | 2011-2013 |